# Liste der Torschützenkönige der J.League
Diese Liste führt alle Torschützenkönige (jap. 得点王, tokuten’ō) der Japan Soccer League (1965–1992) bzw. J. League (seit 1993) auf.

## Japan Soccer League
| Jahr    | Fußballer          | Tore | Fußballverein     | Nationalität |
| ------- | ------------------ | ---- | ----------------- | ------------ |
| 1965    | Mutsuhiko Nomura   | 15   | Hitachi           | Japan        |
| 1966    | Aritatsu Ogi       | 14   | Toyo Industries   | Japan        |
| 1967    | Takeo Kimura       | 15   | Furukawa Electric | Japan        |
| 1968    | Kunishige Kamamoto | 14   | Yanmar Diesel     | Japan        |
| 1969    | Hiroshi Ochiai     | 12   | Mitsubishi Motors | Japan        |
| 1970    | Kunishige Kamamoto | 16   | Yanmar Diesel     | Japan        |
| 1971    | Kunishige Kamamoto | 11   | Yanmar Diesel     | Japan        |
| 1972    | Akira Matsunaga    | 12   | Hitachi           | Japan        |
| 1973    | Akira Matsunaga    | 11   | Hitachi           | Japan        |
| 1974    | Kunishige Kamamoto | 21   | Yanmar Diesel     | Japan        |
| 1975    | Kunishige Kamamoto | 17   | Yanmar Diesel     | Japan        |
| 1976    | Kunishige Kamamoto | 15   | Yanmar Diesel     | Japan        |
| 1977    | Carvalho           | 23   | Fujita Industries | Brasilien    |
| 1978    | Carvalho           | 15   | Fujita Industries | Brasilien    |
| 1979    | Ramos              | 14   | Yomiuri           | Japan        |
| 1980    | Hiroyuki Usui      | 14   | Hitachi           | Japan        |
| 1981    | Hiroshi Yoshida    | 14   | Furukawa Electric | Japan        |
| 1982    | Hiroyuki Usui      | 13   | Hitachi           | Japan        |
| 1983    | Ramos              | 10   | Yomiuri           | Brasilien    |
| 1984    | Tetsuya Totsuka    | 14   | Yomiuri           | Japan        |
| 1985/86 | Hiroshi Yoshida    | 16   | Furukawa Electric | Japan        |
| 1986/87 | Toshio Matsuura    | 17   | Nippon Kokan      | Japan        |
| 1987/88 | Toshio Matsuura    | 11   | Nippon Kokan      | Japan        |
| 1988/89 | Adílson            | 11   | Yamaha Motors     | Brasilien    |
| 1989/90 | Renato             | 17   | Nissan Motors     | Brasilien    |
| 1990/91 | Tetsuya Totsuka    | 10   | Yomiuri           | Japan        |
| 1990/91 | Tsuyoshi Kitazawa  | 10   | Honda             | Japan        |
| 1990/91 | Renato             | 10   | Nissan Motors     | Brasilien    |
| 1991/92 | Toninho            | 18   | Yomiuri           | Brasilien    |

## J. League
| Jahr | Fußballer         | Tore | Fußballverein       | Nationalität |
| ---- | ----------------- | ---- | ------------------- | ------------ |
| 1993 | Ramón Díaz        | 28   | Yokohama Marinos    | Argentinien  |
| 1994 | Frank Ordenewitz  | 30   | JEF United Ichihara | Deutschland  |
| 1995 | Masahiro Fukuda   | 32   | Urawa Red Diamonds  | Japan        |
| 1996 | Kazuyoshi Miura   | 23   | Verdy Kawasaki      | Japan        |
| 1997 | Patrick M’Boma    | 25   | Gamba Osaka         | Kamerun      |
| 1998 | Masashi Nakayama  | 36   | Júbilo Iwata        | Japan        |
| 1999 | Hwang Sun-hong    | 24   | Cerezo Osaka        | Südkorea     |
| 2000 | Masashi Nakayama  | 20   | Júbilo Iwata        | Japan        |
| 2001 | Will              | 24   | Consadole Sapporo   | Brasilien    |
| 2002 | Naohiro Takahara  | 26   | Júbilo Iwata        | Japan        |
| 2003 | Ueslei            | 22   | Nagoya Grampus      | Brasilien    |
| 2004 | Emerson           | 27   | Urawa Red Diamonds  | Brasilien    |
| 2005 | Araújo            | 33   | Gamba Osaka         | Brasilien    |
| 2006 | Washington        | 26   | Urawa Red Diamonds  | Brasilien    |
| 2006 | Magno Alves       | 26   | Gamba Osaka         | Brasilien    |
| 2007 | Juninho           | 22   | Kawasaki Frontale   | Brasilien    |
| 2008 | Marquinhos        | 21   | Kashima Antlers     | Brasilien    |
| 2009 | Ryōichi Maeda     | 20   | Júbilo Iwata        | Japan        |
| 2010 | Joshua Kennedy    | 17   | Nagoya Grampus      | Australien   |
| 2010 | Ryōichi Maeda     | 17   | Júbilo Iwata        | Japan        |
| 2011 | Joshua Kennedy    | 19   | Nagoya Grampus      | Australien   |
| 2012 | Hisato Satō       | 22   | Sanfrecce Hiroshima | Japan        |
| 2013 | Yoshito Ōkubo     | 26   | Kawasaki Frontale   | Japan        |
| 2014 | Yoshito Ōkubo     | 18   | Kawasaki Frontale   | Japan        |
| 2015 | Yoshito Ōkubo     | 23   | Kawasaki Frontale   | Japan        |
| 2016 | Peter Utaka       | 19   | Sanfrecce Hiroshima | Nigeria      |
| 2016 | Leandro           | 19   | Vissel Kōbe         | Brasilien    |
| 2017 | Yu Kobayashi      | 23   | Kawasaki Frontale   | Japan        |
| 2018 | Jô                | 24   | Nagoya Grampus      | Brasilien    |
| 2019 | Teruhito Nakagawa | 15   | Yokohama F. Marinos | Japan        |
| 2019 | Marcos Júnior     | 15   | Yokohama F. Marinos | Brasilien    |
| 2020 | Michael Olunga    | 28   | Kashiwa Reysol      | Kenia        |
| 2021 | Leandro Damião    | 23   | Kawasaki Frontale   | Brasilien    |
| 2021 | Daizen Maeda      | 23   | Yokohama F. Marinos | Japan        |
| 2022 | Thiago Santana    | 14   | Shimizu S-Pulse     | Brasilien    |
| 2023 | Anderson Lopes    | 22   | Yokohama F. Marinos | Brasilien    |
| 2023 | Yūya Ōsako        | 22   | Vissel Kōbe         | Japan        |
| 2024 | Anderson Lopes    | 23   | Yokohama F. Marinos | Brasilien    |